# لیزر زنده
لیزر زنده یک شخصیت تخیلی (به انگلیسی: Living Laser) ابرتبه‌کار در کتاب‌های کامیک منتشر شده از مارول کامیکس می‌باشد. او توسط استن لی، آرت سیمک و دان هک برای اولین بار در انتقام جویان شماره ۳۴ام نوامبر ۱۹۶۶) خلق شد.